# Rejon syczowski
Rejon syczowski (ros. Сычёвский район) – jednostka administracyjna wchodząca w skład obwodu smoleńskiego w Rosji.
Centrum administracyjnym rejonu jest miasto Syczowka. W granicach rejonu usytuowane są miejscowości, centra administracyjne wiejskich osiedli: Dugino, Karawajewo, Malcewo, Nikolskoje.
W zachodniej części rejonu, w okolicy wsi Dudkino, znajduje się źródło Dniepru.